# Helius darlingtonae
Helius darlingtonae är en tvåvingeart som beskrevs av Welch och Gelhaus 1994. Helius darlingtonae ingår i släktet Helius och familjen småharkrankar. Inga underarter finns listade i Catalogue of Life.